# 이미정 (오이타현)
이미정(일본어: 伊美町)은 일본 오이타현 히가시쿠니사키군에 있던 정이다. 현재의 구니사키시에 해당한다.

## 역사
- 1889년 4월 1일 - 정촌제 시행에 의해 히가시쿠니사키군 이미촌이 성립하였다.
- 1951년 1월 1일 - 정으로 승격해 이미정이 되었다.
- 1955년 4월 1일 - 구마게촌과 합병해 구니미정이 신설되어 폐지되었다.'

## 참고문헌
- 角川日本地名大辞典 44 大分県
- 『市町村名変遷辞典』東京堂出版、1990年。